# Сотанего (Ђенова)
Сотанего је насеље у Италији у округу Ђенова, региону Лигурија.
Према процени из 2011. у насељу је живело 43 становника. Насеље се налази на надморској висини од 294 м.